# فاس الجنوبية (دائرة انتخابية)
فاس الجنوبية هي دائرة انتخابية في نظام الانتخابات التشريعية المغربية.
تشمل دائرة فاس الجنوبية تحت نفوذها الانتخابي مقطعات: أكدال، سايس، جنان الورد باستثناء الملحقة الإدارية لباب الخوخة، وكذا الجماعات القروية الثلاث: أولاد الطيب وسيدي حرازم وعين البيضا.

## مصدر
عزيز باكوش > مجلة الحوار المتمدن > النسيج الحزبي بكل من فاس الشمالية والجنوبية (تاريخ الإصدار الحوار المتمدن - العدد: 3555 - 2011/11/23)